# Lyot (krater)
För andra betydelser, se Lyot.
Lyot är en nedslagskrater på planeten Mars namngiven efter den franske astronomen Bernard Lyot.
Kratern har en diameter på ungefär 221 km.